# John Stith Pemberton
John Stith Pemberton (8. červenec 1831, Knoxville, Georgie – 16. srpen 1888, Atlanta, Georgie) byl lékárník a vynálezce Coca-Coly.
Byl veteránem armády Konfederovaných států amerických a jako jeden z možných motivů pro vývoj Coca-Coly bývá uváděno, že hledal lék na tlumení bolestí. Stal se však závislý na drogách. V dubnu 1865 utpěl zranění šavlí během bitvy o Columbus; jeho následná závislost na morfinu ho vedla k experimentování s různými léky proti bolesti a toxiny, což nakonec vedlo k receptu, který byl později přizpůsoben k výrobě Coca-Coly.